# Altendorf (Basse-Autriche)
Pour les articles homonymes, voir Altendorf.
Altendorf est une commune autrichienne du district de Neunkirchen en Basse-Autriche.